# Sapphire
Sapphire er et firma, der producerer grafikkort til PC'er udelukkende med ATI grafikprocessor.
| Kina | Spire Denne artikel om et firma eller en virksomhed i Kina er en spire som bør udbygges. Du er velkommen til at hjælpe Wikipedia ved at udvide den. |

1. ↑  Navnet er anført på bokmål og stammer fra Wikidata hvor navnet endnu ikke findes på dansk.